# Vizantijskij Vremennik

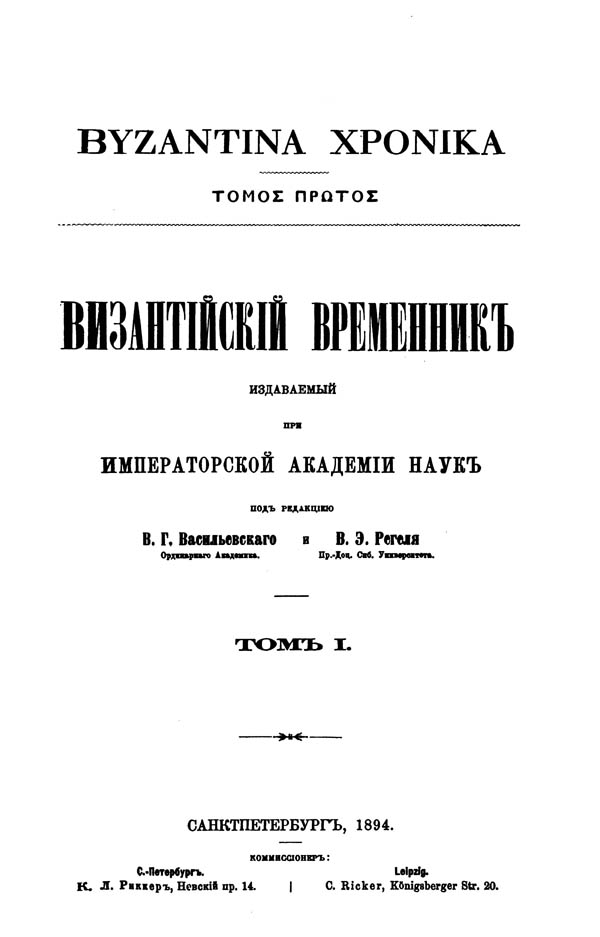
Frontespizio del primo volume, pubblicato a San Pietroburgo nel 1894.

La rivista scientifica Vizantijskij Vremennik (in russo: Византийский временник, traducibile come "Annali bizantini") è una delle più antiche pubblicazioni specialistiche nel campo delle materie umanistiche. Sorta come giornale di riferimento per gli studiosi di bizantinistica russi, ha assunto col tempo un ruolo molto significativo nello sviluppo della disciplina anche a livello internazionale.
La rivista, che pubblica almeno un volume annualmente, si avvale dei contributi di studiosi sia russi che di altre nazionalità.

## Storia
Fondata nel 1894, in un periodo nel quale vi era presso gli storici dell'impero russo un notevole interesse per la storia dell'impero bizantino, ebbe come primo direttore responsabile, tra il 1894 ed il 1899, Vasilij Grigor'evič Vasil'evskij. A questi succedette tra il 1900 ed il 1914 Vasilij Ėduardovič Regel'. Il suo posto venne preso nel 1915 da Fëdor Ivanovič Uspenskij, che lo mantenne sino al 1928. In quello stesso anno le autorità decisero la cessazione delle pubblicazioni, in considerazione della presunta irrilevanza della bizantinistica nell'ambito degli indirizzi che doveva assumere la ricerca storiografica sovietica. La bizantinistica era inoltre ritenuta sospetta politicamente in quanto ritenuta uno strumento di legittimazione della Chiesa ortodossa russa. Il periodico venne tuttavia rifondato dopo la seconda guerra mondiale, in considerazione del mutato approccio delle autorità nei confronti della Chiesa ortodossa russa. Le pubblicazioni ripresero nel 1947 su iniziativa dell'Accademia delle scienze dell'URSS, con Evgenij Alekseevič Kosminskij nelle vesti di direttore responsabile. Tra i direttori responsabili che gli succedettero troviamo Zinaida Vladimirovna Udal'cova, Michail Nikolaevič Tichomirov, Gennadij Grigor'evič Litavrin, Sergej Pavlovič Karpov (attuale direttore, in carica dal 2010). La rivista è pubblicata dalla nota casa editrice Nauka (Наука), specializzata in libri e periodici scientifici.